# Георг Кляйн
Ге́орг Кляйн (нім. Georg Klein; 29 березня 1953, Аугсбург) — німецький письменник, автор романів та оповідань з елементами фантастики.

## Біографія
Народився 1953 року в Аугсбурзі. Після гімназії та альтернативної військової служби навчався в Аугсбурзькому та Мюнхенському університетах. де вивчав германістику, історію та соціологію. 1984 року було опубліковане його перше оповідання. Перший роман, «Лібідіссі», з'явився 1988 року. Роман був відзначений критиками, як один з найкращих романів року, 1999 року роман «Лібідіссі» було відзначено Премією братів Грімм міста Ганау. В обґрунтуванні журі було сказано, що Кляйн створив у своєму романі «фантастично-ороієнтальний світ, який приковує увагу читача своїми змінами перспективи та щораз новими загадками». Того ж 1999 року Кляйн опублікував збірку оповідань «Вигуки сліпої риби» (Anrufung des Blinden Fisches). 2000 року Кляйн одержав Премію Інгеборг Бахманн, На весні 2001 року вийшов друком його химерний детектив «Барбар Ро́са» (Barbar Rosa), опісля було опубліковано ще два романи «Сонце нам світить» (Die Sonne scheint uns) та «Гріх Добро Блискавка» (Sünde Güte Blitz).
У «Романі нашого дитинства» (Roman unserer Kindheit) Кляйн описує своє дитинство в 1960-х роках у Німеччині. 2010 року цей роман був відзначений Премією Лепцизького книжкового ярмарку.
Георг Кляйн разом зі своєю дружиною Катрін де Фриз, яка також є письменницею, та двома синами живе у східнофризькому містечку Бунде.

## Твори
- Libidissi. Roman. Fest, Berlin 1998, ISBN 3-8286-0072-7.
- Anrufung des blinden Fisches. Erzählungen. Fest, Berlin 1999, ISBN 3-8286-0087-5.
- Barbar Rosa. Eine Detektivgeschichte. Fest, Berlin 2001, ISBN 3-8286-0134-0.
- Von den Deutschen. Erzählungen. Rowohlt, Reinbek bei Hamburg 2002, ISBN 3-498-03513-4.
- Die Sonne scheint uns. Roman. Rowohlt, Reinbek bei Hamburg 2004, ISBN 3-498-03522-3.
- Sünde Güte Blitz. Roman. Rowohlt, Reinbek bei Hamburg 2007, ISBN 978-3-498-03532-7.
- Schlimme schlimme Medien. 2-CD-Set. supposé, Köln 2007, ISBN 978-3-932513-77-0.
- Nacht mit dem Schandwerker. In: Johannes Ullmaier (Hrsg.): Schicht! Arbeitsreportagen für die Endzeit. Suhrkamp, Frankfurt am Main 2007, S. 238—258.
- Roman unserer Kindheit. Roman. Rowohlt, Reinbek bei Hamburg 2010, ISBN 978-3-498-03533-4.
- Die Logik der Süße. Erzählungen. Rowohlt, Reinbek bei Hamburg 2010, ISBN 978-3-498-03555-6.
- Schund & Segen 77 Abverlangte Texte. Rowohlt, Reinbek bei Hamburg 2013, ISBN 978-3-498-03566-2.
- Die Zukunft des Mars. Roman. Rowohlt, Reinbek bei Hamburg 2013, ISBN 978-3-498-03534-1.

## Визнання
- 1999: Премія братів Грімм міста Ганау
- 2000: Премія Інгеборг Бахманн
- 2010: Премія Лейпцизького книжкового ярмарку (в Категорії «Белетристика»)
- 2012: Нижньосаксонська державна премія[7]